# Hussein al-Scheich

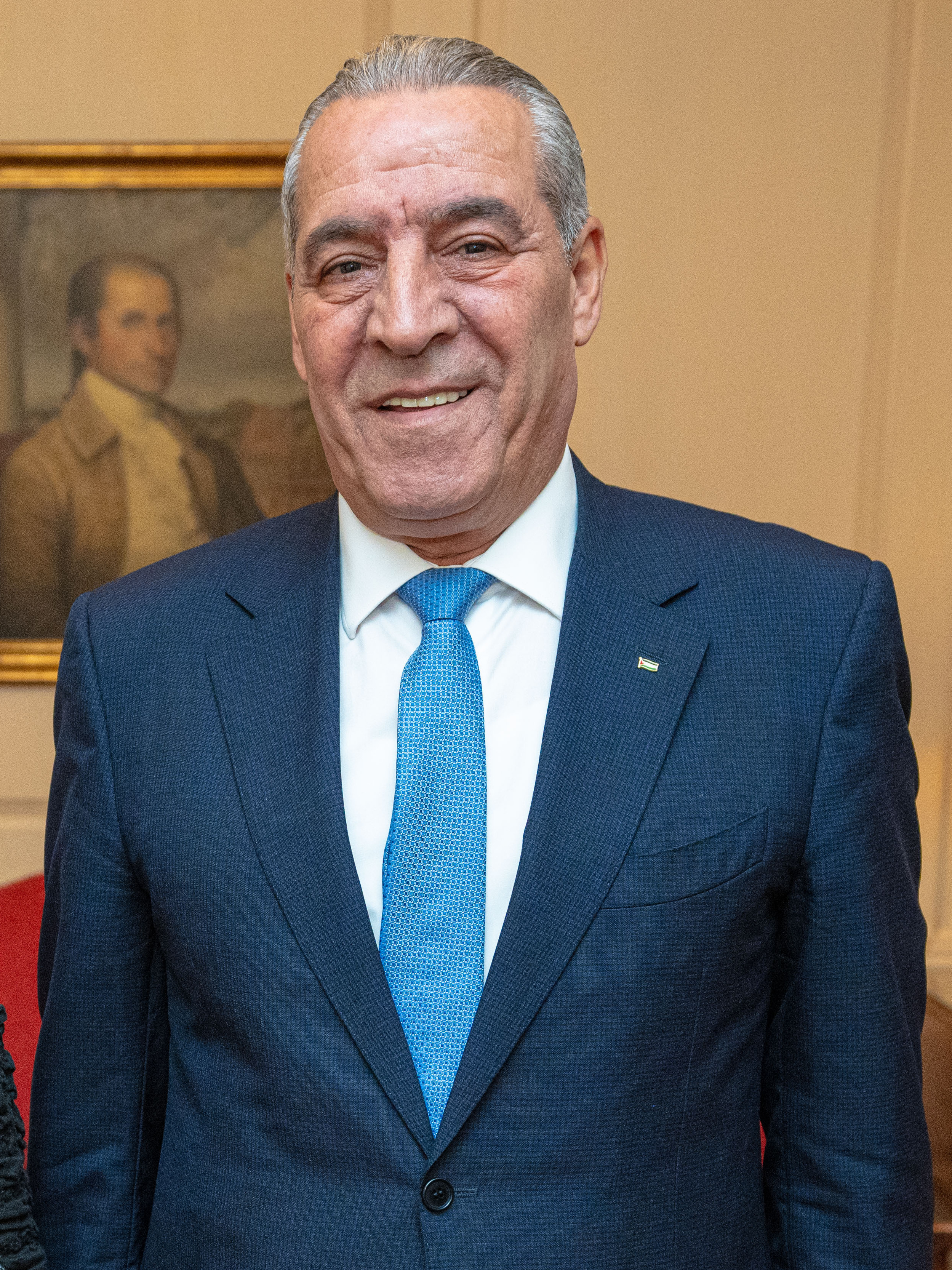
Hussein al-Scheich (2022)

Hussein al-Scheich (arabisch حسين الشيخ Husain asch-Schaich, DMG Ḥusayn aš-Šayḫ; * 14. Dezember 1960 in Ramallah, damals unter jordanischer Verwaltung des Westjordanlandes) ist ein palästinensischer Politiker. Er ist seit dem 26. April 2025 der erste Vizepräsident des Staates Palästina, eines von der Mehrheit der UN-Mitgliedstaaten anerkannten, völkerrechtlich jedoch unterschiedlich bewerteten Staates, 

## Biografie
Hussein al-Scheich verbrachte in seiner Jugend elf Jahre in israelischen Gefängnissen, wo er unter anderem Hebräisch erlernte.

## Politische Karriere
Seit 2007 leitete al-Scheich die Allgemeine Behörde für Zivile Angelegenheiten der Palästinensischen Autonomiebehörde, die für Verwaltungsaufgaben in Teilen des Westjordanlandes zuständig ist. Im Jahr 2008 wurde er in das Zentralkomitee der Fatah-Bewegung gewählt.
Am 25. Juni 2022 bestätigte das Exekutivkomitee der PLO seine Ernennung zum Generalsekretär sowie zum Leiter der Abteilung für Verhandlungsangelegenheiten.
Am 25. April 2025 ernannte ihn Präsident Mahmud Abbas offiziell zum Vizepräsidenten der Palästinensischen Befreiungsorganisation sowie zum stellvertretenden Vorsitzenden des Exekutivkomitees der PLO.